# Шталаг 351
Stalag 351 — лагерь для военнопленных Красной армии, созданный нацистской Германией на территории Эстонии в начале Великой Отечественной войны. Действовал с сентября 1941 года по 15 декабря 1943 года.

## История
С сентября по октябрь 1941 года в городе Валга располагался лагерь типа дулаг (нем. Durchgangslager), рассчитанный примерно на 10 000 военнопленных. Вскоре его заменил шталаг.
Шталаг 351 находился в лесу, на территории современного промышленного квартала Прийметса города Валга (улица Рохелине). Для содержания военнопленных были приспособлены конюшни эстонской армии, затем построены дощатые бараки, которые друг от друга были отделены колючей проволокой. Зимой снег залетал внутрь бараков через щели в стенах. Запретная зона была оборудована по типовому проекту сторожевыми башнями с пулемётами и прожекторами.
Из документов, касающихся этого лагеря, КГБ располагает сведениями о содержании заключенных под открытым небом, однако информации о том, как долго продолжалась такая ситуация и сколько заключённых могло умереть в результате, не имеется.
Шталаг 351 являлся приёмно-пересыльным лагерем, но также предлагал заключённых местным предпринимателям в качестве рабочей силы. Заключённые работали в основном на территории Латвии.
Согласно принятой общей схеме, пока фронт находился в Эстонии, места для сбора военнопленных (нем. Armee-Gefangenensammelstellen — AGSSt) и дулаги состояли в подчинении генерал-майора Ханса Кнута (Hans Knuth), тылового коменданта 18-й армии, в свою очередь подчинявшейся группе армий «Север». По мере того, как фронт продвигался вперёд, и территории переходили под контроль командования тыловыми районами группы армий «Север» (нем. Befehlshaber des rückwärtiges Heeresgebiet (Rußland-) Nord), расположенные здесь дулаги входили в юрисдикцию командования тыловыми районами армий. В тылу группы армий «Север» лагеря подчинялись коменданту военнопленных округа «С» (нем. Kriegsgefangenen-Bezirks-Kommandant C) полковнику Шенеку (Schenek), который служил в квартирмейстерском отделе.
С лета 1942 года и до конца военных действий в Эстонии Шталаг 351 подчинялся рейхскомиссариату Остланд. За вопросы, касающиеся военнопленных, отвечал генерал-майор Вальтер Дробниг (Walter Drobnig).
Исходя из того, что до войны СССР не присоединился к Женевской конвенции 1929 года о военнопленных, продовольственный паёк для советских военнопленных был меньше, чем того требовала конвенция. Чтобы повысить объём пищи для заключённых, выпекался особый хлеб «G», на 25 % состоявший из опилок.
В приказе Верховного командования вермахта № 3058/41 от 8 сентября 1941 года в отношении советских военнопленных говорилось: «большевистский  солдат потерял право на обращение с ним, как с истинным солдатом по Женевскому соглашению». И даже несмотря на то, что Женевское соглашение 1929 года о лечении больных и раненых военнопленных было ратифицировано и Германией, и Советским Союзом, Германия лечила военнопленных исходя из их гражданства. Первое место в иерархии военнопленных занимали британцы, за ними следовали американцы, замыкали список польские и советские узники.
В Шталаге 351 погибли около 29–30 тысяч военнопленных. Газовых камер в лагере не было, массовые расстрелы не проводились. Заключённые в основном умирали от истощения, болезней (чаще всего — тифа) и замерзали насмерть. Умерших хоронили в лесу Прийметса в несколько слоёв в рвах длиной 300 метров.
С 15 декабря 1943 года в Валга действовал Дулаг 110 (нем. Dulag 110), который ранее располагался в городе Тапа. Имеющиеся данные не позволяют установить, был ли Шталаг 351 переведён на новое место или к нему присоединился Дулаг 110.
1 ноября 1944 года на месте фашистского концлагеря был создан лагерь № 287 (в некоторых источниках ошибочно указан 187) НКВД для военнопленных немецкой армии. Большинство заключённых по национальности были немцами, также были австрийцы, около 300 венгров и несколько испанцев. Лагерь был ликвидирован в 1948 году. В нём умерли 300 человек.
С 14 мая 1948 года по 1953 год на территории бывшего Шталага 351 располагался лагерный пункт № 5 Министерства внутренних дел ЭССР, где заключёнными были элита эстонского духовенства, уклонявшиеся от уплаты т.н. «кулацкого» налога крестьяне и инвалиды из числа изменников Родины.

## Современная оценка числа погибших советских военнопленных в Эстонии
Эстонский историк Меэлис Марипуу в своём исследовании "Soviet prisoners of war in Estonia", основанном на немецких источниках, пишет, что зимой 1941/1942 года и в 1943 году были сделаны попытки обмена информацией о военнопленных между Германией и СССР, но без особого успеха; сохранился минимум документации из лагерей для военнопленных; материалы о деятельности окружного коменданта по делам военнопленных в Эстонии не обнаружены; конкретной информации об уровне и причинах смертности заключённых в Рейхскомиссариате Остланд мало; однако на основе всех имеющихся данных он считает возможным утверждать следующее:
- В конце 1941 года в Эстонии в лагерях содержалось около 30 000 военнопленных. К лету 1942 года численность военнопленных снизилась, но, тем не менее, их оставалось более 20 000 человек.
- В целом на территории Эстонии были захвачены в плен около 50 000 военнослужащих Красной Армии. Общее число погибших в Эстонии военнопленных составляет около 15 000 человек [примечание: в протоколе Чрезвычайной комиссии ЭССР за подписью министра юстиции ЭССР Александра Йыэяэра[эст.] приводится цифра 64 000 погибших, в том числе 15 000 в уезде Валгамаа, в состав которого входит город Валга[2]].
- Осенью 1944 года, при отступлении немецких войск, из Эстонии было вывезено не менее 16 000 военнопленных.

## Память
О бывшем концлагере в настоящее время на местности ничто не напоминает. 21 июля 1965 года у кромки леса Линнаметс был установлен монумент «Скорбящая женщина» (также «Скорбь», «Скорбящая мать»), посвящённый погибшим советским воинам, архитектор Антон Старкопф. В двух траншеях перед монументом и в четырёх траншеях с его западной и восточной стороны находятся перезахороненные останки погибших военнопленных. На большой плите, покрытой мрамором, слева нанесены слова Юлиуса Фучика: «Люди, будьте бдительны!» на эстонском и русском языках, вверху справа — цифры «1941–1944».  Братское кладбище вместе с монументом внесено в Государственный регистр памятников культуры Эстонии под названием «Место захоронения жертв террора». 

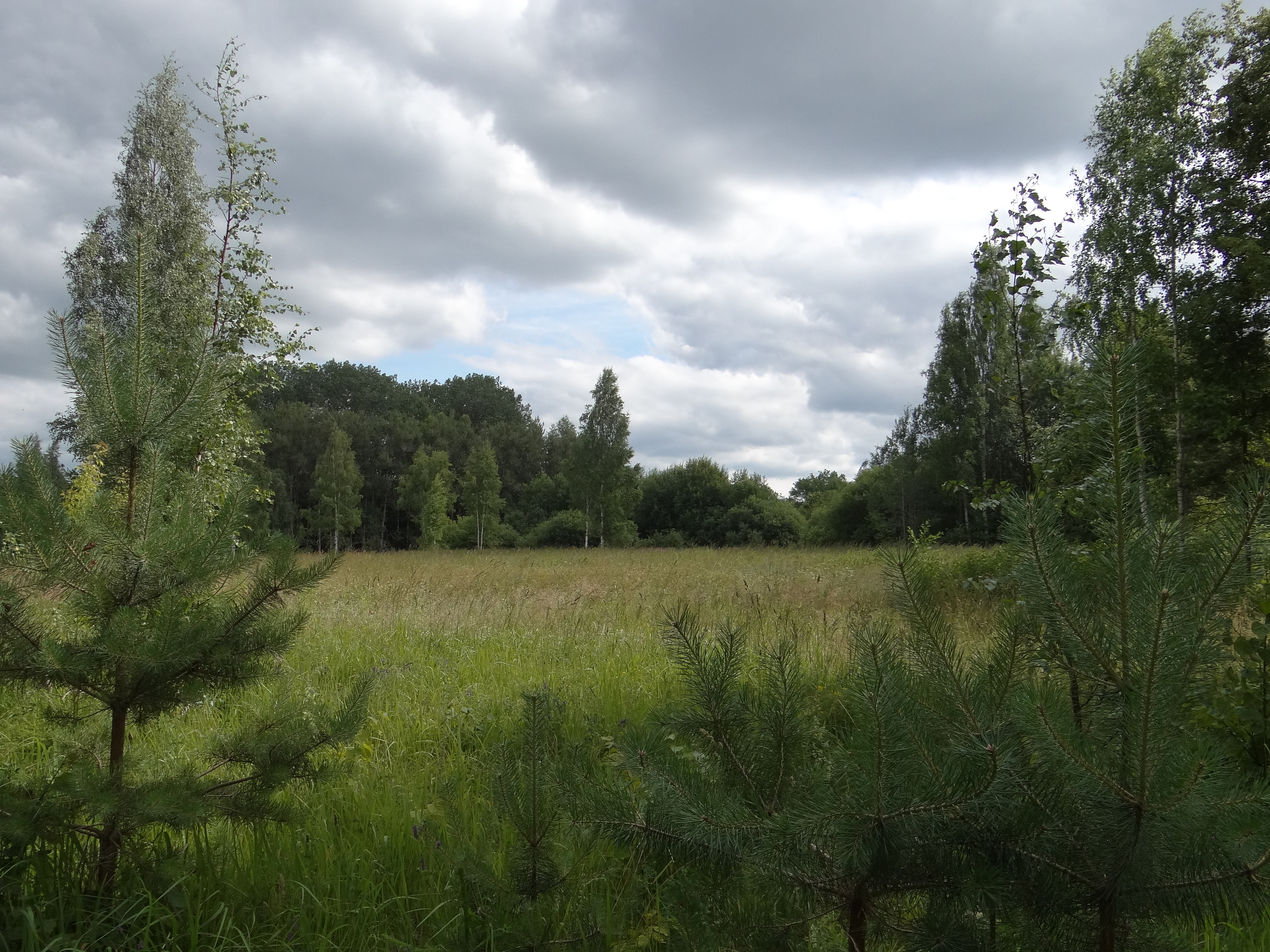
Место, где находился Шталаг 351
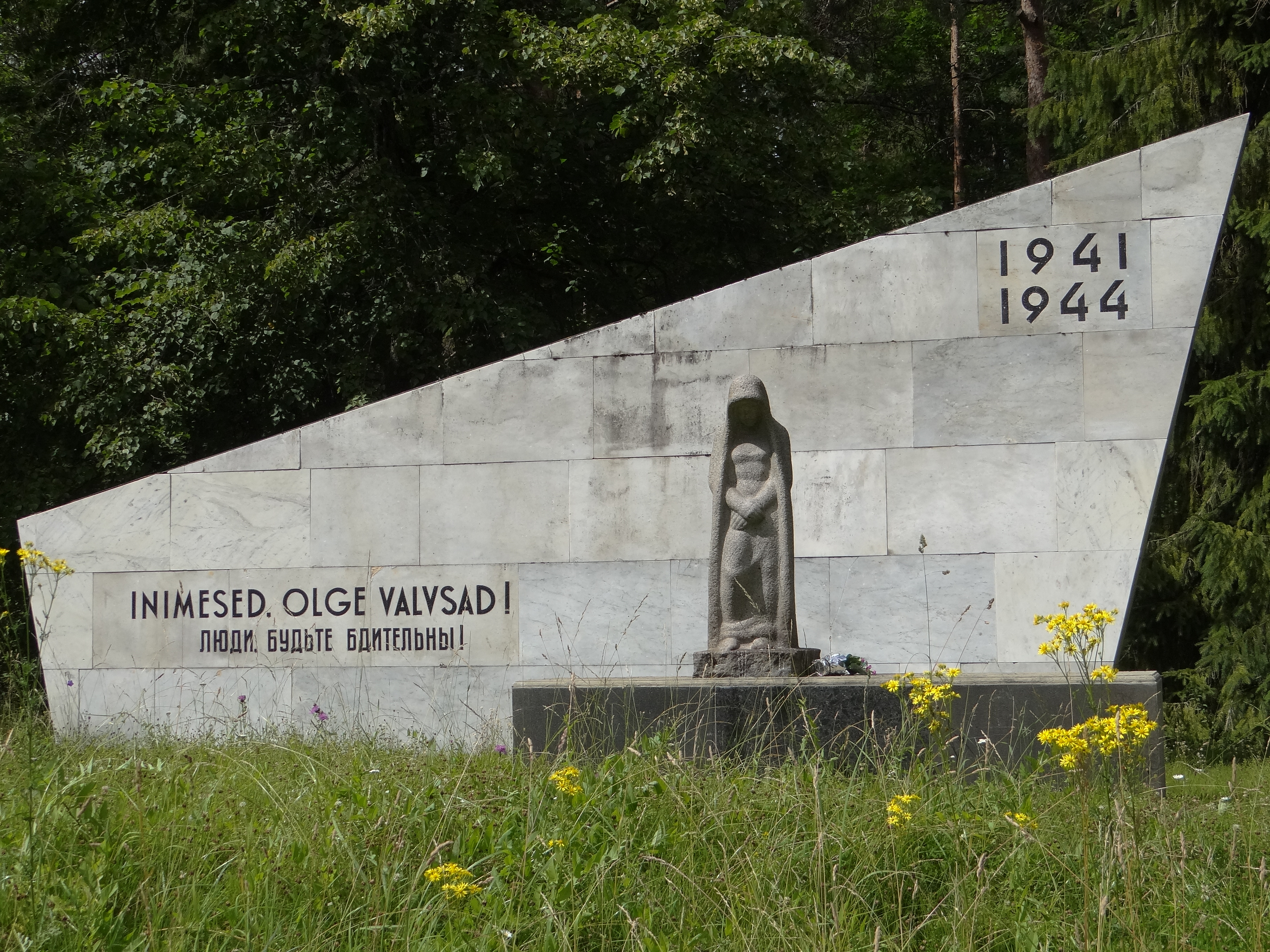
Монумент «Скорбящая женщина»
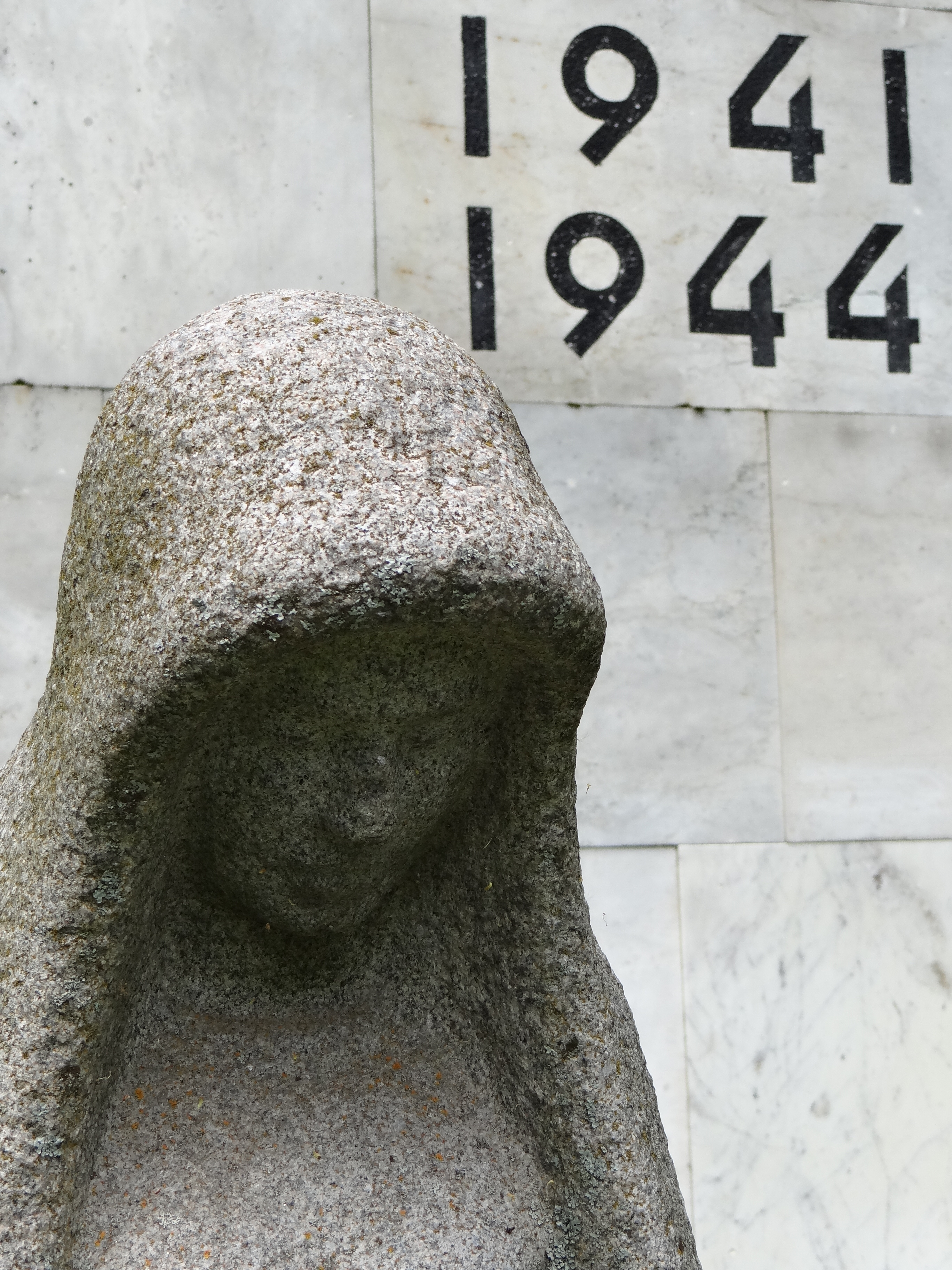
Фрагмент монумента «Скорбящая женщина»

После распада СССР, в 1997 году в лесу, в 150 метрах от места захоронения советских солдат, по инициативе Народного союза Германии по уходу за военными захоронениями было восстановлено кладбище немецких военнопленных. Кладбище окружено невысокой оградой, состоящей из каменных столбиков и металлических ограждений. На кладбище установлены небольшие тевтонские кресты и скромно оформленные гранитные надгробия. Внесено в Государственный регистр памятников культуры Эстонии как памятник истории.

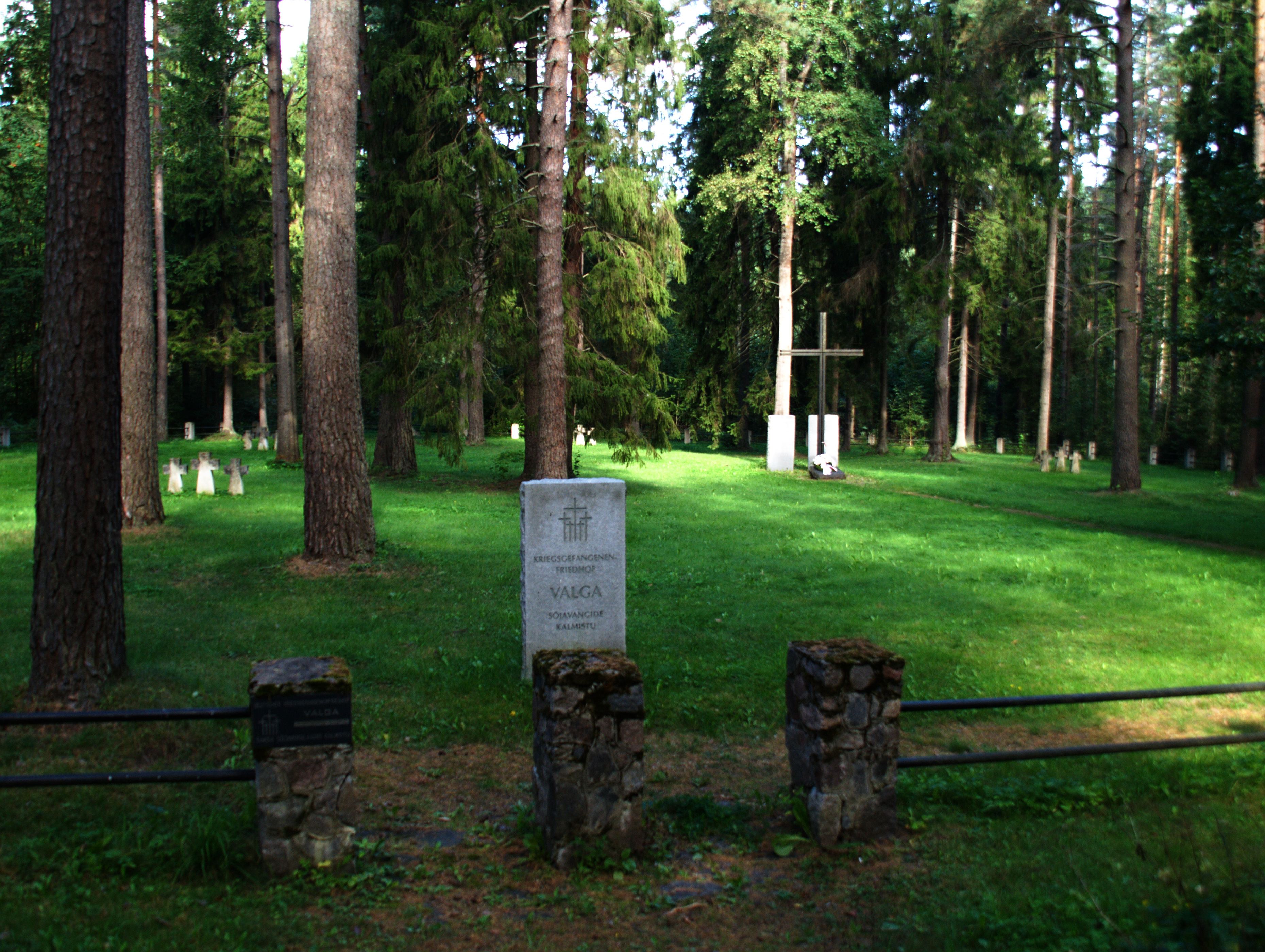
Кладбище немецких военнопленных
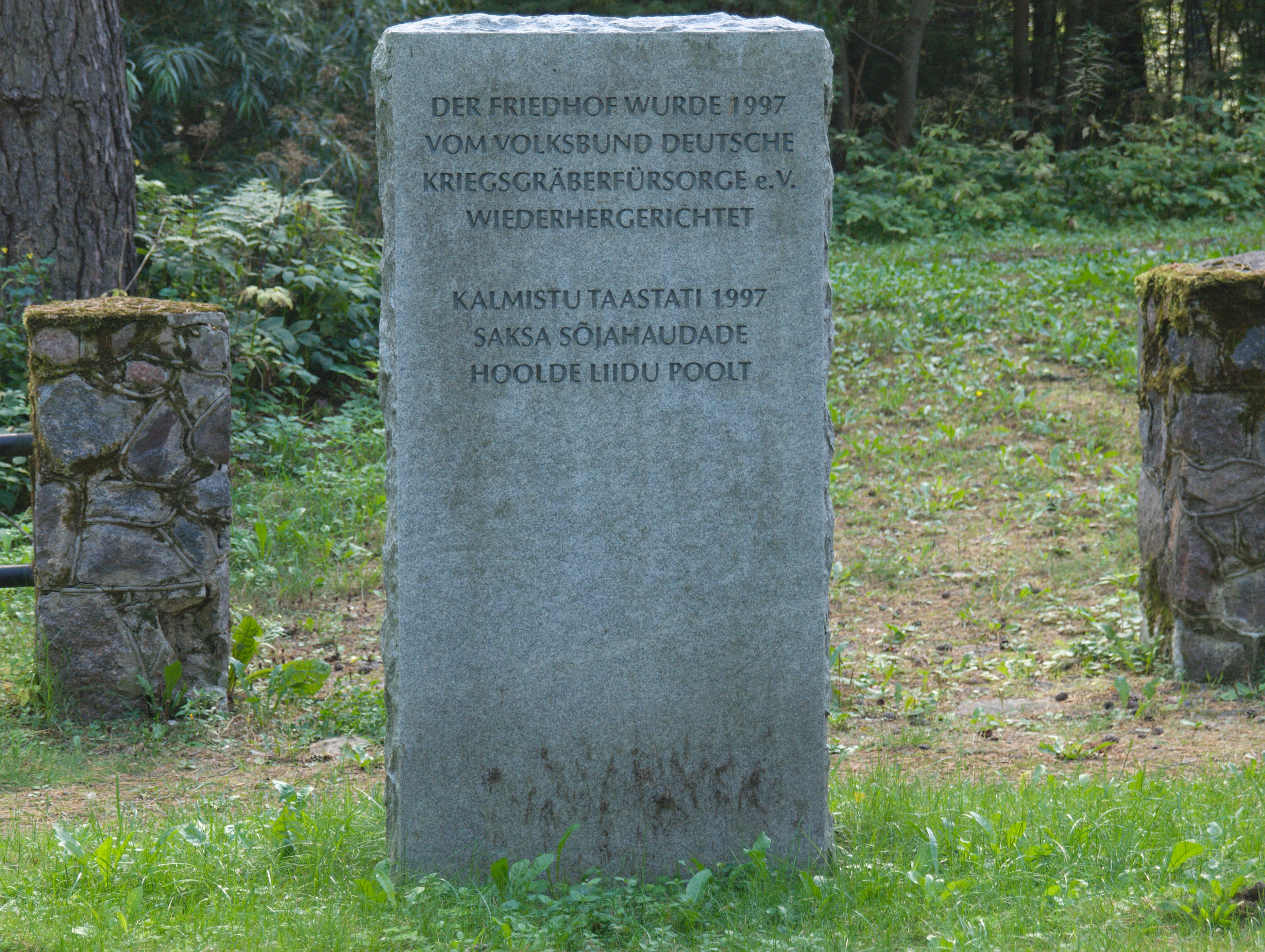
Плита с надписью о годе и инициаторе восстановления немецкого кладбища
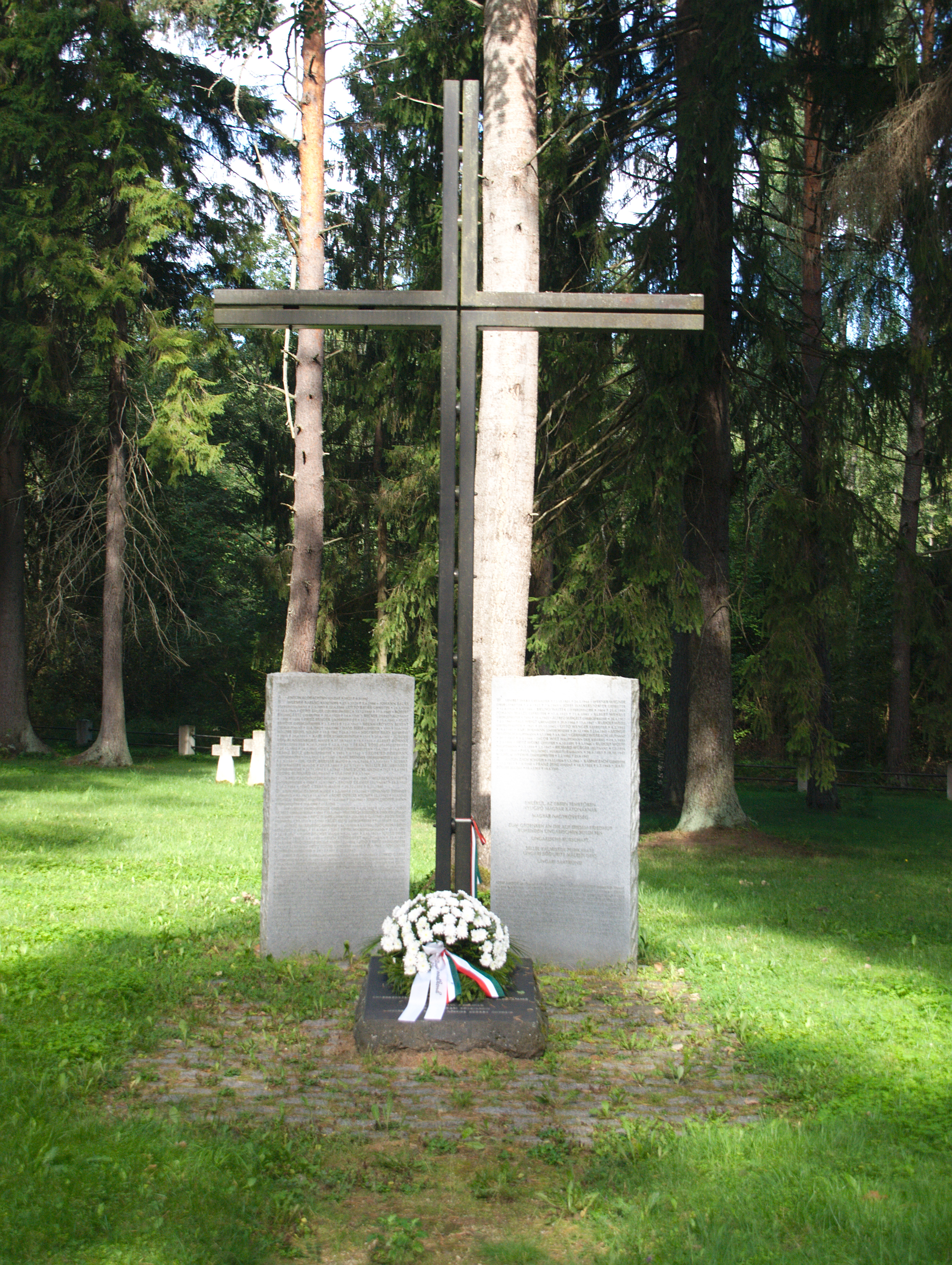
Плиты с именами
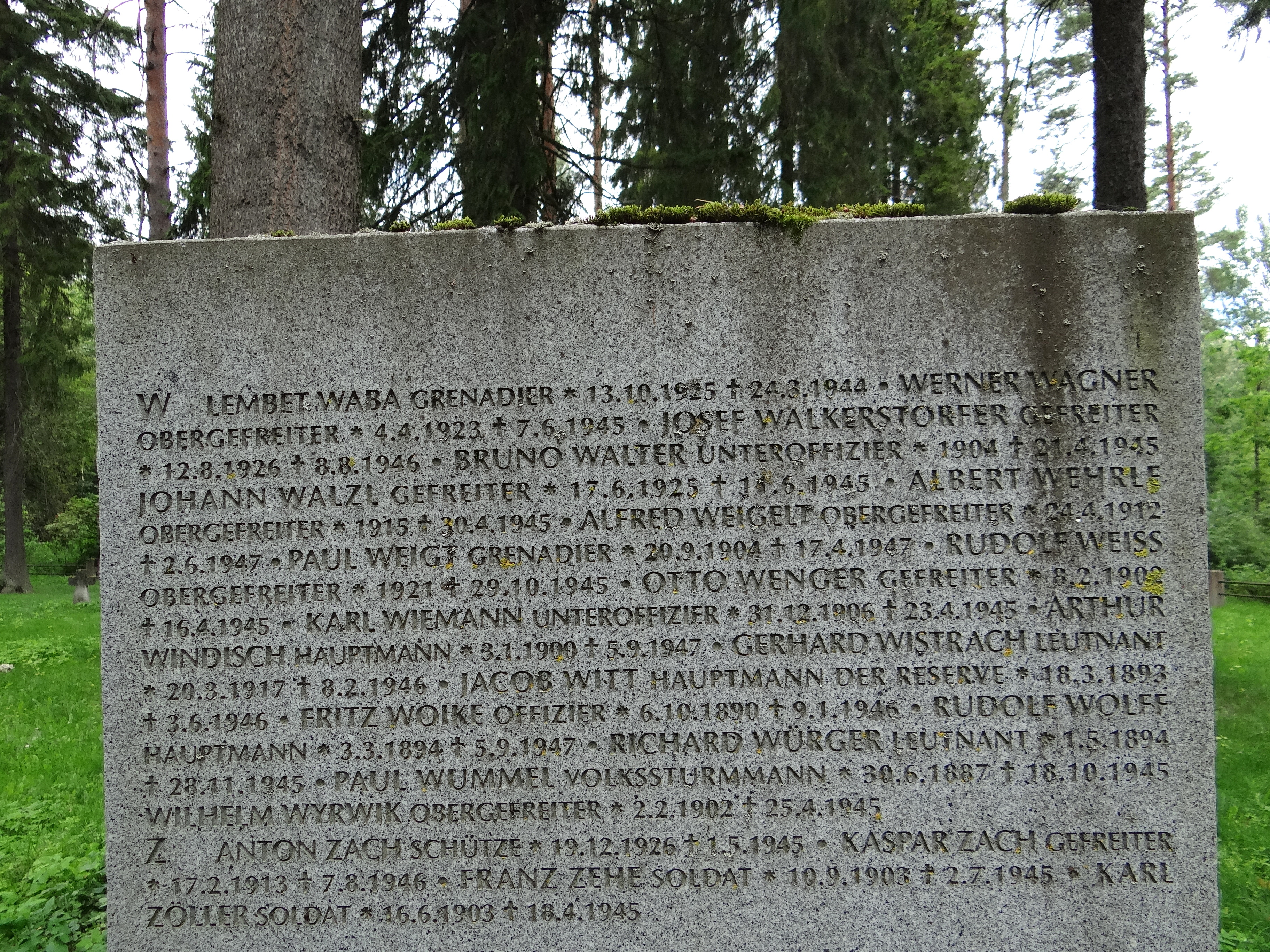
Имена некоторых захороненных немецких военнопленных

## Комментарии
1. ↑  Эстонские топонимы, оканчивающиеся на -а, не склоняются и не имеют женского рода (исключение — Нарва)[3].